# 龍造寺胤久
龍造寺 胤久（りゅうぞうじ たねひさ）は、戦国時代の武将。龍造寺氏17代当主。

## 略歴
肥前国国人・龍造寺氏15代当主・龍造寺家和の子として誕生。正室は龍造寺胤家の娘・賀昌院。
肥前の有力大名であった九州千葉氏の千葉胤勝の偏諱を受けて胤久と称す。次男であったが、兄・胤和が早世したため、その未亡人を娶り家督を継いだ。
一門の最長老である叔父・水ヶ江龍造寺氏の家兼の補佐を受けたが、実権は家兼にあり、傀儡に近い存在であった。千葉氏や少弐氏の影響下にあり、享禄3年（1530年）の田手畷の戦いにも参戦したが、実際に活躍したのは家兼達であった。